# Pang Wei
Pang Wei   (Baoding, 7 de juliol de 1986) és un tirador olímpic xinès. Ca guanyar tant el Campionat de Tiroteig Mundial d'ISSF de 2006 com els Jocs Olímpics de 2008 en tir de 10 m.
El 29 de novembre de 2009, Pang es va casar amb el dues vegades campió olímpic de tir Du Li a la seva ciutat natal de Baoding, Hebei.

## Actuacions essencials
- 2006 Campionats Mundials - 1r - 10 m pistola d'aire;
- 2007 Final a la Copa Mundial - 3r - 10 m pistola d'aire;
- 2007 Jocs Interciutats Nacionals - 1r - 50 m pistola lliure
- 2008 Jocs Olímpics d'estiu - Or - 10 m pistola d'aire

Fonts: